# بات باركر (كاتبة)
بات باركر (بالإنجليزية: Pat Parker)‏ هي مؤلفة وكاتِبة وشاعرة أمريكية، ولدت في 20 يناير 1944 في هيوستن في الولايات المتحدة، وتوفيت في 19 يونيو 1989 في أوكلاند في الولايات المتحدة بسبب سرطان الثدي.

## روابط خارجية
- بات باركر على موقع ديسكوغز (الإنجليزية)